# Bama (España)
Bama o San Vicente de Bama (llamada oficialmente San Vicenzo de Bama) es una parroquia española del municipio de Touro, en la provincia de La Coruña, Galicia.

## Entidades de población
Entidades de población que forman parte de la parroquia:
- Bamela
- Belvís
- Campelo
- Castro
- La Iglesia[4]
- Millares Grande
- Sar
- Silva (A Silva)
- Tarrío
- Vilar
- Xesteira (A Xesteira)

## Demografía
| Gráfica de evolución demográfica de Bama entre 2000 y 2024 |
|                                                            |
| Datos según el nomenclátor publicado por el INE.           |